# Televisión digital terrestre en Chile

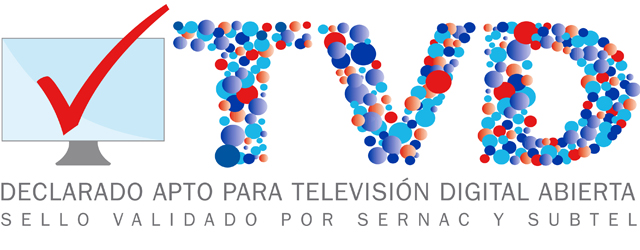
Logotipo de la Televisión Digital, adoptado por el Gobierno de Chile en 2010.

La televisión digital terrestre en Chile (TVD) es un proyecto impulsado por el Gobierno de Chile para establecer una plataforma digital de señales abiertas de televisión para la población al nivel nacional, en reemplazo de la televisión analógica la cual emite en las frecuencias VHF y UHF. El estándar digital elegido para el sistema fue ISDB-Tb en septiembre de 2009. Esta norma permitirá interactividad, mayor calidad de imagen y sonido, la transmisión de fotogramas en mayor resolución y la disponibilidad de más canales en una misma frecuencia por medio del multiplexado.
A partir de abril de 2015 comienza la implementación de la televisión digital, tras 6 años de discusión y la aprobación del reglamento del plan TVD, por parte de la Contraloría General de la República.

## Historia

### Fase de pruebas (1999-2009)
En 1999, Televisión Nacional de Chile fue el primer canal chileno en comenzar a emitir en alta definición en señal de prueba. Su primera transmisión se llevó a cabo el 9 de octubre de 1999 a las 8:10 horas, contando con solo 2 monitores en la estación y con la presencia de los ministros y subsecretarios de la época. El 27 de abril de 2000, Canal 13 empezó a emitir en alta definición también en señal de prueba, gracias al permiso otorgado por la Subsecretaría de Telecomunicaciones de Chile (Subtel) y a un transmisor de alta definición en el cerro San Cristóbal. En diciembre de 2000, el subsecretario de Telecomunicaciones, Cristian Nicolai, posterga el proyecto debido a la lentitud del desarrollo de la televisión digital y tecnologías asociadas. Se esperaba que la ley estuviese lista en 2001, se instaurase el sistema en 2002 y se produjera el apagón analógico en 2014.
En 2004, la serie de TVN Geografía del deseo fue la primera en ser producida en HD. En 2005, la serie de Canal 13 Los simuladores fue también producida en alta definición. Varios canales de señal abierta adoptaron diferentes estándares digitales para la transmisión en HD en fase de experimentación. Tanto TVN como Canal 13 usaron las normas ATSC y DVB, mientras que Canal 13 también optó por el estándar ISDB.
En marzo del 2007, los representantes de los estándares DVB y ATSC viajaron a Chile para promover la adopción de una de las normas digitales para el sistema de televisión digital terrestre. Ese mismo año, los primeros eventos en ser transmitidos en HD fueron los partidos de la selección sub-20 en el mundial de fútbol de Canadá por TVN, mientras que Canal 13 habilitó el estudio 2 «Mario Kreutzberger» en el cual permitió la producción de los programas 3x3 y En boca de todos en HD. En 2008, TVN realiza la primera teleserie en alta definición, Hijos del monte.

### Transmisiones oficiales (desde 2009)
El 14 de septiembre de 2009, luego de la realización de pruebas técnicas entre los 3 normas que competían, el Gobierno de Chile anunció oficialmente la adopción del estándar ISBD-Tb para el sistema TDT. Los primeros programas en empezar a producirse en HD, después de la adopción oficial de la norma digital, fueron la programación en vivo de los canales, tales como series dentro del horario central y noticieros. En octubre del mismo año, Canal 13 lanza su propio canal HD y se convierte en la primera cadena de señal abierta en emitir en esa resolución. En 2010, los canales chilenos empiezan a grabar eventos en alta resolución en masa, como el LI Festival Internacional de la Canción de Viña del Mar, la Teletón 2010 y también los partidos de la selección nacional de fútbol.
El viernes 4 de junio de 2010, TVN lanzó su propia señal HD para Concepción y Talcahuano. Para el resto de regiones, la cadena lanzó la señal HD dentro del canal 33 de la frecuencia UHF en fase de prueba como única programación los partidos de la selección de fútbol chilena. El 23 de junio, TVN lanza un canal de prueba 3DTV dentro de la TDT con programación del Mundial Sudáfrica 2010. El siguiente canal en lanzar su propia señal en alta definición fue UCV TV el 25 de junio dentro del canal 26 de la UHF, con el partido Chile - España del Mundial. El 2 de agosto, Chilevisión empieza a transmitir por el canal virtual 11.3 con programación 3DTV en bucle. El 1 de octubre, La Red es incluida dentro del sistema TDT en el canal 28 UHF. Tres días más tarde, el 4 de octubre, se agrega un canal propiedad de La Plaza S.A. al multiplex 26. Al día siguiente, Chilevisión agrega una nueva señal por el mux 31. El 7 de octubre, la Subtel confirma los permisos para la TDT en Chile y para señales digitales en Santiago, Antofagasta y Punta Arenas.
El 26 de febrero de 2011, en la última noche del Festival de Viña del Mar, Chilevisión volvió a emitir programación en 3D en uno de sus subcanales. El 12 de agosto del mismo año, Antofagasta TV empieza a transmitir en alta definición por el canal 32 de la UHF de Antofagasta.
En marzo de 2012, el Canal 9 Bío-Bío Televisión recibe permisos para realizar transmisiones en la TDT en Gran Concepción dentro del canal 25 de la UHF, luego de que TVN no mostrara interés en volver a operar la señal de prueba usada durante el Mundial de Fútbol 2010, ubicada en la misma frecuencia.
En 2015, comienza a expandirse la TDT al nivel nacional. Ese año UCV TV es el primer de  canal de Chile en cubrir 2 regiones con señales diferenciadas de contenido cultural, infantil y su réplica de señal análoga tanto para el Gran Valparaíso (4.1 y 4.2) como para el Área Metropolitana (5.1, 5.2 y 5.3). Desde el 25 de mayo de 2017, Canal 13 se convirtió en el primer canal de cobertura nacional en empezar a transmitir por la plataforma digital en Valparaíso y Viña del Mar por el canal virtual 8.1. Al día siguiente, Mega es lanzado en la TDT en Concepción dentro del canal 39 de la UHF. Entre noviembre y diciembre, Canal 13 expandió su cobertura dentro de la plataforma digital a las ciudades de Arica, Iquique, Copiapó y La Serena-Coquimbo, mientras que TVN llegó a Temuco. El 12 de abril de 2018, se inaugura el primer canal de televisión cultural de TV abierta en Chile con sus señales digitales 5.3 en Santiago y 4.3 en el Gran Valparaíso.
A 2023, de las 857 concesiones entregadas por el CNTV, solo 375 han sido autorizadas por la SUBTEL para iniciar sus transmisiones, mientras que 147 han incumplido plazos de inicios de servicios.

### Apagón analógico(desde 2023)
El 19 de octubre de 2023, el Canal 2 de la ciudad de Quellón, se transformó en el primer canal en iniciar el apagón analógico, apagando sus trasmisiones analógicas. Para el 31 de octubre, se espera apagar otras 5 estaciones correspondientes a la red ARCATEL.
El 9 de marzo de 2024, Televisión Nacional de Chile anunció el inicio del proceso de apagado de sus señales analógicas. El proceso se inició en las regiones del extremo norte y sur del país el día 13 del mismo mes, y finalizó en Santiago el 9 de abril.

## Ley de televisión digital
El 30 de octubre de 2008, el Gobierno de Chile envió a Congreso el proyecto de televisión digital, en el cual especifica montos de inversión hacia el CNTV para promover los nuevos canales en la TDT. Además, se fijó un plazo de 20 años para la entrega de concesiones de televisión dentro de la plataforma. Esta sería la primera vez que se actualizase la ley de televisión desde 1992.
El 8 de octubre de 2013, la ley fue aprobada en la Cámara de Diputados por 78 votos a favor, 18 en contra y 8 abstenciones. Algunos puntos relacionados sobre el CNTV fueron modificados posteriormente. El 15 de octubre, el Senado aprobó la ley de televisión digital, por 31 votos a favor y uno en contra. Antes de ser promulgada, esta tendría que pasar por el Tribunal Constitucional.
La ley especifica el plazo de 5 años para el término de transmisiones analógicas para 2018, la emisión de 4 horas de programación cultural como mínimo, la duración de las concesiones a canales por 20 años renovables, mientras los medios de terceros tienen concesiones de hasta 5 años renovables. Además, un grupo económico estará limitado a acceder a una concesión por localidad, a excepción de TVN que tendrá una segunda concesión para canales locales; inclusive, los concesionarios podrán ejercer el derecho de «retransmisión consentida», que obligará a los proveedores de televisión a contar con la autorización para distribuir las señales del concesionario.
El 8 de noviembre la impugnación por 36 diputados de UDI realizada ante el tribunal constitucional fue rechazada. La ley fue vetada por el presidente Sebastián Piñera debido a presiones de algunos parlamentarios de UDI, además que la ley no contaba con suficiente plurarismo. Fue rechazada también por un reclamo de la ANFP, en el cual la ley obliga que los partidos de la selección de fútbol sea trasmitido por televisión abierta reclamado por la FIFA, la cual no tiene jurisdicción sobre la ley.
El veto eliminó algunos puntos de la ley, tales como el artículo 1 acerca de la obligación de facilitar el acceso de contenidos a personas discapacitadas, de transmitir campañas de utilidad, programas culturales, educativos, el respeto y promoción de culturas de pueblos originarios y la no discriminación de los pueblos, el «derecho preferente» que beneficiaría a los actuales canales de televisión, en perjuicio de los nuevos postulantes, al momento de renovar una concesión de televisión, el término «a lo menos» en el «a lo menos transmitir 4 horas de contenido cultural», reduciendo las horas, y la eliminación de la segunda concesión de TVN, lo que elimina la oportunidad de un canal cultural del Estado.
En enero de 2014, los diputados declararon «inadmisible» el veto presidencial, por 14 votos a 12. El 5 de marzo del mismo año, el Senado aprobó la ley de televisión digital, después haberse emitido el veto presidencial y haber realizado las correcciones correspondientes. Estas consistían en la inclusión del respeto a los pueblos originarios, la eliminación del artículo sobre la promoción del respeto y diversidad cultural de los pueblos indígenas del país, la restricción de la limitación de cinco semanas una vez al año de la renovación que sea necesaria, y la adición sobre el derecho de las concesionarias de programar y decidir los contenidos de la publicidad al aire. Sin embargo, serían sometidas para su previa aprobación en el Consejo Nacional de Televisión. Además, las entidades religiosas fueron eliminadas del derecho a concesiones en el ámbito local.

### Promulgación
El 22 de mayo de 2014, la presidenta Michelle Bachelet promulgó la ley de televisión digital en Chile, pero con un plazo de 5 años para el apagón analógico para 2020, después de la aprobación del reglamento de la contraloría, en abril de 2015. Sin embargo, a solicitud de los canales de televisión abierta, en 2019 el gobierno postergó la fecha del apagón para el 15 de abril de 2024.

## Controversias

### Conflicto TVN y cableoperadoras por la distribución ilegal de su señal HD
En 2010, Televisión Nacional de Chile demandó a VTR por la distribución ilegal de su canal en alta definición, pues esta era ofrecida a los suscriptores de la empresa sin el consentimiento de la televisora. VTR fue obligada a pagar una indemnización a TVN y retiró el canal de su oferta. Además, la cableoperadora no pudo transmitir los partidos del Mundial Sudáfrica 2010 por la compra realizada por TVN de los respectivos derechos, los cuales fueron revendidos a DirecTV. TuVes HD también retiró a TVN HD de su oferta programática sin ir a juicio ni pagar indemnización alguna. VTR aclaró que la empresa tenía el derecho de transmitir el Mundial de Fútbol 2010 al ofrecer a TVN HD en su parrilla ya que era un canal de señal abierta y de recepción gratuita.
Canal 13 HD fue el primer canal nacional en ingresar a las compañías de televisión por suscripción, como VTR y Movistar TV. Mientras tanto, Chilevisión HD ingresó a diversas operadoras durante los partidos clasificatorios de la selección nacional de fútbol el 11 de octubre de 2013. Finalmente, TVN y VTR resuelven sus disputas en los juzgados tras llegar a un acuerdo días antes de Copa América Chile 2015, después de que la empresa tuviera el derecho de agregar TVN HD a su oferta de programación el 10 de junio de 2015, después de 5 años.
Actualmente, la mayoría de las compañías de televisión paga distribuyen los canales nacionales en HD, desde señales abiertas como Canal 13, TVN, Mega, Chilevisión, TV+ y La Red, hasta canales de pago, como TNT Sports y CDO.

### El apagón analógico
El apagón analógico en Chile, finalizado en abril de 2024 tras 12 años de planificación e implementación, y que había marcado un hito en la televisión nacional, con la transición completa a la señal digital. No obstante, la falta de comunicación efectiva por parte de ANATEL y los canales de televisión abierta, dejó a muchos, especialmente adultos mayores y habitantes de zonas rurales, sin acceso adecuado a la nueva tecnología. A pesar de los esfuerzos de SUBTEL y los intentos significativos en calidad de señal y cobertura, el proceso estuvo marcado por problemas logísticos, alzas de precios en decodificadores receptores de la señal digital de la norma ISDB-T. y una ejecución apresurada, dejando a varias localidades sin servicio adecuado y dependiendo de televisión satelital u otros servicios de tv paga, como la IPTV.

## Transmisiones en 4K
Durante la realización del LVI Festival Internacional de la Canción de Viña del Mar 2015, Chilevisión realizó una prueba de transmisión experimental en asociación con Sony, la cual contó con 3 cámaras, switch de video, monitores y móvil en tecnología 4K, siendo Sony el mayor facilitador de equipamiento así como la empresa NEC, quienes facilitaron los codecs de transmisión HEVC-H.265. Emitió solo para el interior de la Quinta Vergara por medio del estándar DVB-T2 y fue grabado para su posterior uso. Esa fue la primera prueba de transmisión en 4K en canales de señal abierta en Chile.

## Canales
| Nombre del canal            | Ciudad                     | Canal físico UHF | Canal virtual |
| --------------------------- | -------------------------- | ---------------- | ------------- |
| Canal 13 HD                 | Arica                      | Canal 24         | 8.1           |
| T13 En Vivo                 | Arica                      | Canal 24         | 8.2           |
| Telecanal HD                | Arica                      | Canal 26         | 11.1          |
| La Red HD                   | Arica                      | Canal 28         | 13.1          |
| TVN HD                      | Arica                      | Canal 31         | 5.1           |
| NTV                         | Arica                      | Canal 31         | 5.2           |
| MEGA HD                     | Arica                      | Canal 32         | 3.1           |
| MEGA 2                      | Arica                      | Canal 32         | 3.2           |
| Chilevisión HD              | Arica                      | Canal 36         | 9.1           |
| UChile TV                   | Arica                      | Canal 36         | 9.2           |
| Puerta Norte HD             | Arica                      | Canal 43         | 43.1          |
| Noticias Puerta Norte       | Arica                      | Canal 43         | 43.2          |
| Puerta Norte                | Arica                      | Canal 43         | 43.3          |
| Challa TV                   | Arica                      | Canal 47         | 47.1          |
| Canal 13 HD                 | Iquique                    | Canal 24         | 8.1           |
| T13 En Vivo                 | Iquique                    | Canal 24         | 8.2           |
| Iquique TV HD               | Iquique                    | Canal 25         | 25.1          |
| Iquique TV HD2              | Iquique                    | Canal 25         | 25.2          |
| RTC Televisión              | Iquique                    | Canal 26         | 26.1          |
| RTC 2                       | Iquique                    | Canal 26         | 26.2          |
| MEGA HD                     | Iquique                    | Canal 27         | 2.1           |
| MEGA 2                      | Iquique                    | Canal 27         | 2.2           |
| La Red HD                   | Iquique                    | Canal 28         | 5.1           |
| Chilevisión HD              | Iquique                    | Canal 30         | 4.1           |
| UChile TV                   | Iquique                    | Canal 30         | 4.2           |
| TVN HD                      | Iquique                    | Canal 33         | 10.1          |
| NTV                         | Iquique                    | Canal 33         | 10.2          |
| Telecanal HD                | Iquique                    | Canal 41         | 12.1          |
| Chilevisión HD              | Pozo Almonte               | Canal 32         | 11.1          |
| UChile TV                   | Pozo Almonte               | Canal 32         | 11.2          |
| TVN HD                      | Pozo Almonte               | Canal 35         | 6.1           |
| NTV                         | Pozo Almonte               | Canal 35         | 6.2           |
| Canal 13 HD                 | Pozo Almonte               | Canal 39         | 13.1          |
| T13 En Vivo                 | Pozo Almonte               | Canal 39         | 13.2          |
| Chilevisión HD              | Tocopilla                  | Canal 30         | 2.1           |
| UChile TV                   | Tocopilla                  | Canal 30         | 2.2           |
| TVN HD                      | Tocopilla                  | Canal 33         | 12.1          |
| NTV                         | Tocopilla                  | Canal 33         | 12.2          |
| Telecanal HD                | Calama                     | Canal 23         | 8.1           |
| La Red HD                   | Calama                     | Canal 28         | 4.1           |
| Chilevisión HD              | Calama                     | Canal 30         | 2.1           |
| UChile TV                   | Calama                     | Canal 30         | 2.2           |
| Canal 13 HD                 | Calama                     | Canal 31         | 12.1          |
| T13 En Vivo                 | Calama                     | Canal 31         | 12.2          |
| TVN HD                      | Calama                     | Canal 33         | 10.1          |
| NTV                         | Calama                     | Canal 33         | 10.2          |
| Canal 13 HD                 | María Elena                | Canal 24         | 11.1          |
| T13 En Vivo                 | María Elena                | Canal 24         | 11.2          |
| Chilevisión HD              | María Elena                | Canal 26         | 5.1           |
| UChile TV                   | María Elena                | Canal 26         | 5.2           |
| TVN HD                      | María Elena                | Canal 34         | 7.1           |
| NTV                         | María Elena                | Canal 34         | 7.2           |
| Canal 13 HD                 | Ollagüe                    | Canal 24         | 4.1           |
| T13 En Vivo                 | Ollagüe                    | Canal 24         | 4.2           |
| TVN HD                      | Ollagüe                    | Canal 33         | 7.1           |
| NTV                         | Ollagüe                    | Canal 33         | 7.2           |
| Telecanal HD                | Antofagasta                | Canal 21         | 4.1           |
| Chilevisión HD              | Antofagasta                | Canal 23         | 7.1           |
| UChile TV                   | Antofagasta                | Canal 23         | 7.2           |
| Canal 13 HD                 | Antofagasta                | Canal 24         | 13.1          |
| T13 En Vivo                 | Antofagasta                | Canal 24         | 13.2          |
| MEGA HD                     | Antofagasta                | Canal 27         | 9.1           |
| MEGA 2                      | Antofagasta                | Canal 27         | 9.2           |
| La Red HD                   | Antofagasta                | Canal 28         | 11.1          |
| TVR                         | Antofagasta                | Canal 32         | 14.1          |
| Antofagasta TV              | Antofagasta                | Canal 32         | 14.2          |
| FM Plus                     | Antofagasta                | Canal 32         | 14.3          |
| Tevex                       | Antofagasta                | Canal 32         | 14.4          |
| TVN HD                      | Antofagasta                | Canal 33         | 6.1           |
| NTV                         | Antofagasta                | Canal 33         | 6.2           |
| Nuevo Tiempo HD1            | Antofagasta                | Canal 38         | 38.1          |
| Nuevo Tiempo HD2            | Antofagasta                | Canal 38         | 38.2          |
| Radio Nuevo Tiempo          | Antofagasta                | Canal 38         | 38.3          |
| LRP TV                      | Antofagasta                | Canal 41         | 41.1          |
| Televisión Minera del Norte | Antofagasta                | Canal 41         | 41.2          |
| El Hashtag TV               | Antofagasta                | Canal 41         | 41.3          |
| LRP+                        | Antofagasta                | Canal 41         | 41.4          |
| Chilevisión HD              | Chañaral                   | Canal 30         | 4.1           |
| UChile TV                   | Chañaral                   | Canal 30         | 4.2           |
| TVN HD                      | Chañaral                   | Canal 33         | 13.1          |
| NTV                         | Chañaral                   | Canal 33         | 13.2          |
| Chilevisión HD              | Caldera                    | Canal 30         | 7.1           |
| UChile TV                   | Caldera                    | Canal 30         | 7.2           |
| Canal 13 HD                 | Caldera                    | Canal 38         | 13.1          |
| T13 En Vivo                 | Caldera                    | Canal 38         | 13.2          |
| Atacama Noticias HD         | Copiapó                    | Canal 22         | 22.1          |
| Canal 13 HD                 | Copiapó                    | Canal 24         | 11.1          |
| T13 En Vivo                 | Copiapó                    | Canal 24         | 11.2          |
| Holvoet TV HD               | Copiapó                    | Canal 25         | 25.1          |
| La Red HD                   | Copiapó                    | Canal 26         | 13.1          |
| MEGA HD                     | Copiapó                    | Canal 27         | 9.1           |
| MEGA 2                      | Copiapó                    | Canal 27         | 9.2           |
| Chilevisión HD              | Copiapó                    | Canal 31         | 2.1           |
| UChile TV                   | Copiapó                    | Canal 31         | 2.2           |
| Madero TV                   | Copiapó                    | Canal 36         | 36.1          |
| TVN HD                      | Copiapó                    | Canal 39         | 7.1           |
| NTV                         | Copiapó                    | Canal 39         | 7.2           |
| Telecanal HD                | Copiapó                    | Canal 41         | 5.1           |
| Canal 13 HD                 | Huasco                     | Canal 23         | 9.1           |
| T13 En Vivo                 | Huasco                     | Canal 23         | 9.2           |
| Chilevisión HD              | Huasco                     | Canal 31         | 13.1          |
| UChile TV                   | Huasco                     | Canal 31         | 13.2          |
| TVN HD                      | Huasco                     | Canal 34         | 7.1           |
| NTV                         | Huasco                     | Canal 34         | 7.2           |
| Canal 13 HD                 | Vallenar                   | Canal 24         | 8.1           |
| T13 En Vivo                 | Vallenar                   | Canal 24         | 8.2           |
| Chilevisión HD              | Vallenar                   | Canal 29         | 5.1           |
| UChile TV                   | Vallenar                   | Canal 29         | 5.2           |
| TVN HD                      | Vallenar                   | Canal 38         | 12.1          |
| NTV                         | Vallenar                   | Canal 38         | 12.2          |
| Canal 13 HD                 | La Higuera                 | Canal 23         | 8.1           |
| T13 En Vivo                 | La Higuera                 | Canal 23         | 8.2           |
| Chilevisión HD              | La Higuera                 | Canal 31         | 5.1           |
| UChile TV                   | La Higuera                 | Canal 31         | 5.2           |
| Canal 13 HD                 | La Serena - Coquimbo       | Canal 24         | 13.1          |
| T13 En Vivo                 | La Serena - Coquimbo       | Canal 24         | 13.2          |
| MEGA HD                     | La Serena - Coquimbo       | Canal 27         | 11.1          |
| MEGA 2                      | La Serena - Coquimbo       | Canal 27         | 11.2          |
| La Red HD                   | La Serena - Coquimbo       | Canal 28         | 7.1           |
| TVN HD                      | La Serena - Coquimbo       | Canal 33         | 4.1           |
| NTV                         | La Serena - Coquimbo       | Canal 33         | 4.2           |
| Chilevisión HD              | La Serena - Coquimbo       | Canal 34         | 2.1           |
| UChile TV                   | La Serena - Coquimbo       | Canal 34         | 2.2           |
| Telecanal HD                | La Serena - Coquimbo       | Canal 35         | 5.1           |
| TV+ HD                      | La Serena - Coquimbo       | Canal 42         | 9.1           |
| TV MÁS 2                    | La Serena - Coquimbo       | Canal 42         | 9.2           |
| UCV TV                      | La Serena - Coquimbo       | Canal 42         | 9.3           |
| Thema Televisión            | La Serena - Coquimbo       | Canal 45         | 45.1          |
| Carnaval TV                 | La Serena - Coquimbo       | Canal 45         | 45.2          |
| América TV                  | La Serena - Coquimbo       | Canal 49         | 49.1          |
| Radio América               | La Serena - Coquimbo       | Canal 49         | 49.2          |
| América TV 2                | La Serena - Coquimbo       | Canal 49         | 49.3          |
| Nativa TV HD                | La Serena - Coquimbo       | Canal 51         | 16.1          |
| La Popular TV               | La Serena - Coquimbo       | Canal 51         | 16.2          |
| Radio La Serena             | La Serena - Coquimbo       | Canal 51         | 16.3          |
| TVN HD                      | Tongoy                     | Canal 35         | 8.1           |
| NTV                         | Tongoy                     | Canal 35         | 8.2           |
| Canal 13 HD                 | Tongoy                     | Canal 36         | 12.1          |
| T13 En Vivo                 | Tongoy                     | Canal 36         | 12.2          |
| Chilevisión HD              | Tongoy                     | Canal 38         | 3.1           |
| UChile TV                   | Tongoy                     | Canal 38         | 3.2           |
| TVN HD                      | Andacollo                  | Canal 21         | 9.1           |
| NTV                         | Andacollo                  | Canal 21         | 9.2           |
| Canal 13 HD                 | Andacollo                  | Canal 25         | 7.1           |
| T13 En Vivo                 | Andacollo                  | Canal 25         | 7.2           |
| Chilevisión HD              | Andacollo                  | Canal 40         | 3.1           |
| UChile TV                   | Andacollo                  | Canal 40         | 3.2           |
| Chilevisión HD              | Vicuña                     | Canal 31         | 2.1           |
| UChile TV                   | Vicuña                     | Canal 31         | 2.2           |
| Canal 13 HD                 | Vicuña                     | Canal 38         | 7.1           |
| T13 En Vivo                 | Vicuña                     | Canal 38         | 7.2           |
| TVN HD                      | Vicuña                     | Canal 40         | 12.1          |
| NTV                         | Vicuña                     | Canal 40         | 12.2          |
| Canal 13 HD                 | Ovalle                     | Canal 23         | 5.1           |
| T13 En Vivo                 | Ovalle                     | Canal 23         | 5.2           |
| TVN HD                      | Ovalle                     | Canal 29         | 10.1          |
| NTV                         | Ovalle                     | Canal 29         | 10.2          |
| Chilevisión HD              | Ovalle                     | Canal 31         | 8.1           |
| UChile TV                   | Ovalle                     | Canal 31         | 8.2           |
| América TV                  | Ovalle                     | Canal 45         | 45.1          |
| Radio América               | Ovalle                     | Canal 45         | 45.2          |
| Chilevisión HD              | Monte Patria               | Canal 30         | 7.1           |
| UChile TV                   | Monte Patria               | Canal 30         | 7.2           |
| TVN HD                      | Monte Patria               | Canal 33         | 12.1          |
| NTV                         | Monte Patria               | Canal 33         | 12.2          |
| Canal 13 HD                 | Monte Patria               | Canal 38         | 9.1           |
| T13 En Vivo                 | Monte Patria               | Canal 38         | 9.2           |
| TVN HD                      | Punitaqui                  | Canal 21         | 13.1          |
| NTV                         | Punitaqui                  | Canal 21         | 13.2          |
| Chilevisión HD              | Punitaqui                  | Canal 35         | 3.1           |
| UChile TV                   | Punitaqui                  | Canal 35         | 3.2           |
| Canal 13 HD                 | Punitaqui                  | Canal 43         | 7.1           |
| T13 En Vivo                 | Punitaqui                  | Canal 43         | 7.2           |
| TVN HD                      | Combarbalá                 | Canal 26         | 11.1          |
| NTV                         | Combarbalá                 | Canal 26         | 11.2          |
| Canal 13 HD                 | Combarbalá                 | Canal 29         | 13.1          |
| T13 En Vivo                 | Combarbalá                 | Canal 29         | 13.2          |
| Chilevisión HD              | Combarbalá                 | Canal 31         | 4.1           |
| UChile TV                   | Combarbalá                 | Canal 31         | 4.2           |
| TVN HD                      | Illapel                    | Canal 24         | 13.1          |
| NTV                         | Illapel                    | Canal 24         | 13.2          |
| Chilevisión HD              | Illapel                    | Canal 26         | 5.1           |
| UChile TV                   | Illapel                    | Canal 26         | 5.2           |
| Canal 13 HD                 | Illapel                    | Canal 29         | 11.1          |
| T13 En Vivo                 | Illapel                    | Canal 29         | 11.2          |
| Canal 13 HD                 | Los Vilos                  | Canal 23         | 11.1          |
| T13 En Vivo                 | Los Vilos                  | Canal 23         | 11.2          |
| Chilevisión HD              | Los Vilos                  | Canal 31         | 6.1           |
| UChile TV                   | Los Vilos                  | Canal 31         | 6.2           |
| TVN HD                      | Los Vilos                  | Canal 41         | 13.1          |
| NTV                         | Los Vilos                  | Canal 41         | 13.2          |
| Canal 13 HD                 | Salamanca                  | Canal 23         | 9.1           |
| T13 En Vivo                 | Salamanca                  | Canal 23         | 9.2           |
| Chilevisión HD              | Salamanca                  | Canal 31         | 11.1          |
| UChile TV                   | Salamanca                  | Canal 31         | 11.2          |
| TVN HD                      | Salamanca                  | Canal 33         | 7.1           |
| NTV                         | Salamanca                  | Canal 33         | 7.2           |
| Chilevisión HD              | Petorca                    | Canal 28         | 6.1           |
| UChile TV                   | Petorca                    | Canal 28         | 6.2           |
| TVN HD                      | Petorca                    | Canal 35         | 8.1           |
| NTV                         | Petorca                    | Canal 35         | 8.2           |
| Canal 13 HD                 | Cabildo                    | Canal 30         | 5.1           |
| T13 En Vivo                 | Cabildo                    | Canal 30         | 5.2           |
| TVN HD                      | Cabildo                    | Canal 33         | 12.1          |
| NTV                         | Cabildo                    | Canal 33         | 12.2          |
| TVN HD                      | La Ligua                   | Canal 23         | 10.1          |
| NTV                         | La Ligua                   | Canal 23         | 10.2          |
| Girovisual HD               | La Ligua                   | Canal 34         | 3.1           |
| La Ligua TV                 | La Ligua                   | Canal 34         | 3.2           |
| Ritoque TV                  | La Ligua                   | Canal 34         | 3.3           |
| Chilevisión HD              | La Ligua                   | Canal 41         | 7.1           |
| UChile TV                   | La Ligua                   | Canal 41         | 7.2           |
| Canal 13 HD                 | La Ligua                   | Canal 43         | 13.1          |
| T13 En Vivo                 | La Ligua                   | Canal 43         | 13.2          |
| TVN HD                      | Papudo - Zapallar          | Canal 35         | 13.1          |
| NTV                         | Papudo - Zapallar          | Canal 35         | 13.2          |
| Canal 13 HD                 | Llay Llay                  | Canal 31         | 5.1           |
| T13 En Vivo                 | Llay Llay                  | Canal 31         | 5.2           |
| TVN HD                      | Llay Llay                  | Canal 33         | 3.1           |
| NTV                         | Llay Llay                  | Canal 33         | 3.2           |
| Chilevisión HD              | Llay Llay                  | Canal 43         | 8.1           |
| UChile TV                   | Llay Llay                  | Canal 43         | 8.2           |
| VTV Los Andes               | Los Andes - San Felipe     | Canal 25         | 25.1          |
| TV Costa                    | Los Andes - San Felipe     | Canal 25         | 25.2          |
| Tevex                       | Los Andes - San Felipe     | Canal 25         | 25.3          |
| Canal 13 HD                 | Los Andes - San Felipe     | Canal 26         | 8.1           |
| T13 En Vivo                 | Los Andes - San Felipe     | Canal 26         | 8.2           |
| TVN HD                      | Los Andes - San Felipe     | Canal 36         | 10.1          |
| NTV                         | Los Andes - San Felipe     | Canal 36         | 10.2          |
| Chilevisión HD              | Los Andes - San Felipe     | Canal 39         | 6.1           |
| UChile TV                   | Los Andes - San Felipe     | Canal 39         | 6.2           |
| TVN HD                      | Quillota - La Calera       | Canal 21         | 6.1           |
| NTV                         | Quillota - La Calera       | Canal 21         | 6.2           |
| Canal 13 HD                 | Quillota - La Calera       | Canal 23         | 9.1           |
| T13 En Vivo                 | Quillota - La Calera       | Canal 23         | 9.2           |
| Chilevisión HD              | Quillota - La Calera       | Canal 35         | 2.1           |
| UChile TV                   | Quillota - La Calera       | Canal 35         | 2.2           |
| VTV Quillota                | Quillota - La Calera       | Canal 48         | 48.1          |
| TV Costa                    | Quillota - La Calera       | Canal 48         | 48.3          |
| Canal 13 HD                 | Gran Valparaíso            | Canal 24         | 8.1           |
| T13 En Vivo                 | Gran Valparaíso            | Canal 24         | 8.2           |
| Nuevo Tiempo HD1            | Gran Valparaíso            | Canal 25         | 25.1          |
| Nuevo Tiempo HD2            | Gran Valparaíso            | Canal 25         | 25.2          |
| Radio Nuevo Tiempo          | Gran Valparaíso            | Canal 25         | 25.3          |
| MEGA HD                     | Gran Valparaíso            | Canal 27         | 5.1           |
| MEGA 2                      | Gran Valparaíso            | Canal 27         | 5.2           |
| La Red HD                   | Gran Valparaíso            | Canal 28         | 2.1           |
| TV+ HD                      | Gran Valparaíso            | Canal 29         | 4.1           |
| TV MÁS 2                    | Gran Valparaíso            | Canal 29         | 4.2           |
| UCV TV                      | Gran Valparaíso            | Canal 29         | 4.3           |
| TVN HD                      | Gran Valparaíso            | Canal 33         | 12.1          |
| NTV                         | Gran Valparaíso            | Canal 33         | 12.2          |
| Chilevisión HD              | Gran Valparaíso            | Canal 40         | 10.1          |
| UChile TV                   | Gran Valparaíso            | Canal 40         | 10.2          |
| Bío-Bío TV                  | Gran Valparaíso            | Canal 46         | 46.1          |
| Mata O Te Rapa Nui          | Isla de Pascua             | Canal 26         | 13.1          |
| Chilevisión HD              | Isla de Pascua             | Canal 30         | 11.1          |
| UChile TV                   | Isla de Pascua             | Canal 30         | 11.2          |
| TVN HD                      | Isla de Pascua             | Canal 33         | 7.1           |
| NTV                         | Isla de Pascua             | Canal 33         | 7.2           |
| Chilevisión HD              | Isla Juan Fernández        | Canal 30         | 8.1           |
| UChile TV                   | Isla Juan Fernández        | Canal 30         | 8.2           |
| TVN HD                      | Isla Juan Fernández        | Canal 33         | 10.1          |
| NTV                         | Isla Juan Fernández        | Canal 33         | 10.2          |
| Canal 13 HD                 | Casablanca                 | Canal 21         | 3.1           |
| T13 En Vivo                 | Casablanca                 | Canal 21         | 3.2           |
| TVN HD                      | Casablanca                 | Canal 25         | 6.1           |
| NTV                         | Casablanca                 | Canal 25         | 6.2           |
| Chilevisión HD              | Casablanca                 | Canal 41         | 11.1          |
| UChile TV                   | Casablanca                 | Canal 41         | 11.2          |
| Canal 13 HD                 | San Antonio                | Canal 23         | 10.1          |
| T13 En Vivo                 | San Antonio                | Canal 23         | 10.2          |
| TVN HD                      | San Antonio                | Canal 33         | 12.1          |
| NTV                         | San Antonio                | Canal 33         | 12.2          |
| Canal 2 HD                  | San Antonio                | Canal 36         | 2.1           |
| Video Música                | San Antonio                | Canal 36         | 2.2           |
| RT                          | San Antonio                | Canal 36         | 2.3           |
| Chilevisión HD              | San Antonio                | Canal 40         | 8.1           |
| UChile TV                   | San Antonio                | Canal 40         | 8.2           |
| TV Costa                    | San Antonio                | Canal 50         | 50.1          |
| Sensación Costa TV          | San Antonio                | Canal 50         | 50.2          |
| VTV Los Andes               | San Antonio                | Canal 50         | 50.3          |
| TVN HD                      | Tiltil                     | Canal 22         | 8.1           |
| NTV                         | Tiltil                     | Canal 22         | 8.2           |
| Canal 13 HD                 | Tiltil                     | Canal 41         | 10.1          |
| T13 En Vivo                 | Tiltil                     | Canal 41         | 10.2          |
| Colina TV HD                | Colina                     | Canal 22         | 22.1          |
| Canal 13 HD                 | Santiago                   | Canal 24         | 13.1          |
| T13 En Vivo                 | Santiago                   | Canal 24         | 13.2          |
| Bío-Bío TV                  | Santiago                   | Canal 26         | 26.1          |
| MEGA HD                     | Santiago                   | Canal 27         | 9.1           |
| MEGA 2                      | Santiago                   | Canal 27         | 9.2           |
| La Red HD                   | Santiago                   | Canal 28         | 4.1           |
| La Red 2                    | Santiago                   | Canal 28         | 4.2           |
| TV+ HD                      | Santiago                   | Canal 29         | 5.1           |
| TV MÁS 2                    | Santiago                   | Canal 29         | 5.2           |
| UCV TV                      | Santiago                   | Canal 29         | 5.3           |
| Chilevisión HD              | Santiago                   | Canal 30         | 11.1          |
| UChile TV                   | Santiago                   | Canal 30         | 11.2          |
| Telecanal HD                | Santiago                   | Canal 31         | 2.1           |
| Telecanal SD                | Santiago                   | Canal 31         | 2.2           |
| TVN HD                      | Santiago                   | Canal 33         | 7.1           |
| NTV                         | Santiago                   | Canal 33         | 7.2           |
| Enlace BPB                  | Santiago                   | Canal 35         | 15.1          |
| Enlace                      | Santiago                   | Canal 35         | 15.2          |
| Nuevos Comienzos            | Santiago                   | Canal 35         | 15.3          |
| Fortaleza TV                | Santiago                   | Canal 35         | 15.4          |
| TVR                         | Santiago                   | Canal 36         | 14.1          |
| Tevex                       | Santiago                   | Canal 36         | 14.2          |
| FM Plus                     | Santiago                   | Canal 36         | 14.3          |
| TVR Music                   | Santiago                   | Canal 36         | 14.4          |
| Turno Live                  | Santiago                   | Canal 38         | 38.1          |
| Visión Plus TV              | Santiago                   | Canal 38         | 38.2          |
| Gracia TV                   | Santiago                   | Canal 38         | 38.3          |
| 38 TV                       | Santiago                   | Canal 38         | 38.4          |
| Nuevo Tiempo HD1            | Santiago                   | Canal 40         | 25.1          |
| Nuevo Tiempo HD2            | Santiago                   | Canal 40         | 25.2          |
| Radio Nuevo Tiempo          | Santiago                   | Canal 40         | 25.3          |
| STGO.TV                     | Santiago                   | Canal 50         | 50.1          |
| Radio Usach                 | Santiago                   | Canal 50         | 50.2          |
| La Granja TV HD1            | La Granja                  | Canal 43         | 43.1          |
| La Granja TV HD2            | La Granja                  | Canal 43         | 43.2          |
| Ritmo Chileno               | La Granja                  | Canal 43         | 43.3          |
| Islita TV                   | Padre Hurtado              | Canal 48         | 48.1          |
| Oveja TV HD                 | Padre Hurtado              | Canal 48         | 48.2          |
| Señal 3 La Victoria HD      | Pedro Aguirre Cerda        | Canal 47         | 47.1          |
| Tres Puntos TV              | Peñalolén                  | Canal 48         | 48.1          |
| Radio Tres Puntos           | Peñalolén                  | Canal 48         | 48.2          |
| Quilicura TV                | Quilicura                  | Canal 42         | 42.1          |
| Quilicura TV Kids           | Quilicura                  | Canal 42         | 42.2          |
| TVN HD                      | Melipilla                  | Canal 26         | 6.1           |
| NTV                         | Melipilla                  | Canal 26         | 6.2           |
| Canal 13 HD                 | Melipilla                  | Canal 39         | 8.1           |
| T13 En Vivo                 | Melipilla                  | Canal 39         | 8.2           |
| Chilevisión HD              | Melipilla                  | Canal 48         | 11.1          |
| UChile TV                   | Melipilla                  | Canal 48         | 11.2          |
| Bajos de Mena TV            | Puente Alto                | Canal 42         | 42.1          |
| Canal 13 HD                 | San José de Maipo          | Canal 24         | 5.1           |
| T13 En Vivo                 | San José de Maipo          | Canal 24         | 5.2           |
| Chilevisión HD              | San José de Maipo          | Canal 26         | 13.1          |
| UChile TV                   | San José de Maipo          | Canal 26         | 13.2          |
| TVN HD                      | San José de Maipo          | Canal 33         | 8.1           |
| NTV                         | San José de Maipo          | Canal 33         | 8.2           |
| UneteV                      | Talagante                  | Canal 42         | 42.1          |
| TalaTV HD                   | Talagante                  | Canal 42         | 42.2          |
| Oveja TV HD                 | Talagante                  | Canal 42         | 42.3          |
| La Red HD                   | Rancagua                   | Canal 22         | 6.1           |
| Canal 13 HD                 | Rancagua                   | Canal 25         | 8.1           |
| T13 En Vivo                 | Rancagua                   | Canal 25         | 8.2           |
| MEGA HD                     | Rancagua                   | Canal 32         | 4.1           |
| MEGA 2                      | Rancagua                   | Canal 32         | 4.2           |
| TVN HD                      | Rancagua                   | Canal 39         | 12.1          |
| NTV                         | Rancagua                   | Canal 39         | 12.2          |
| Chilevisión HD              | Rancagua                   | Canal 43         | 10.1          |
| UChile TV                   | Rancagua                   | Canal 43         | 10.2          |
| Chilevisión HD              | Pichilemu                  | Canal 26         | 5.1           |
| UChile TV                   | Pichilemu                  | Canal 26         | 5.2           |
| TVN HD                      | Pichilemu                  | Canal 33         | 8.1           |
| NTV                         | Pichilemu                  | Canal 33         | 8.2           |
| Canal 13 HD                 | Pichilemu                  | Canal 36         | 12.1          |
| T13 En Vivo                 | Pichilemu                  | Canal 36         | 12.2          |
| Pichilemu TV                | Pichilemu                  | Canal 50         | 50.1          |
| Canal 13 HD                 | San Vicente de Tagua Tagua | Canal 32         | 11.1          |
| T13 En Vivo                 | San Vicente de Tagua Tagua | Canal 32         | 11.2          |
| TVN HD                      | San Vicente de Tagua Tagua | Canal 35         | 7.1           |
| NTV                         | San Vicente de Tagua Tagua | Canal 35         | 7.2           |
| Canal 13 HD                 | San Fernando               | Canal 24         | 5.1           |
| T13 En Vivo                 | San Fernando               | Canal 24         | 5.2           |
| Chilevisión HD              | San Fernando               | Canal 30         | 7.1           |
| UChile TV                   | San Fernando               | Canal 30         | 7.2           |
| TVN HD                      | San Fernando               | Canal 35         | 3.1           |
| NTV                         | San Fernando               | Canal 35         | 3.2           |
| Contivisión HD              | Curicó                     | Canal 22         | 22.1          |
| Contivisión Música HD       | Curicó                     | Canal 22         | 22.2          |
| Vivo TV HD                  | Curicó                     | Canal 25         | 25.1          |
| Telecanal HD                | Curicó                     | Canal 25         | 25.2          |
| Canal 11 Curicó             | Curicó                     | Canal 38         | 11.1          |
| UTalca TV                   | Curicó                     | Canal 50         | 50.1          |
| Canal 13 HD                 | Vichuquén                  | Canal 23         | 12.1          |
| T13 En Vivo                 | Vichuquén                  | Canal 23         | 12.2          |
| TVN HD                      | Vichuquén                  | Canal 29         | 10.1          |
| NTV                         | Vichuquén                  | Canal 29         | 10.2          |
| Chilevisión HD              | Vichuquén                  | Canal 32         | 2.1           |
| UChile TV                   | Vichuquén                  | Canal 32         | 2.2           |
| TVN HD                      | Curepto - Licantén         | Canal 36         | 13.1          |
| NTV                         | Curepto - Licantén         | Canal 36         | 13.2          |
| Canal 13 HD                 | Curepto - Licantén         | Canal 38         | 11.1          |
| T13 En Vivo                 | Curepto - Licantén         | Canal 38         | 11.2          |
| Chilevisión HD              | Curepto - Licantén         | Canal 39         | 4.1           |
| UChile TV                   | Curepto - Licantén         | Canal 39         | 4.2           |
| En Línea TV                 | Talca                      | Canal 23         | 6.1           |
| Telecanal Talca             | Talca                      | Canal 23         | 6.2           |
| Contivisión HD              | Talca                      | Canal 25         | 25.1          |
| Contivisión Música HD       | Talca                      | Canal 25         | 25.2          |
| MEGA HD                     | Talca                      | Canal 27         | 12.1          |
| MEGA 2                      | Talca                      | Canal 27         | 12.2          |
| Canal 13 HD                 | Talca                      | Canal 29         | 8.1           |
| T13 En Vivo                 | Talca                      | Canal 29         | 8.2           |
| Chilevisión HD              | Talca                      | Canal 31         | 4.1           |
| UChile TV                   | Talca                      | Canal 31         | 4.2           |
| TVN HD                      | Talca                      | Canal 33         | 10.1          |
| NTV                         | Talca                      | Canal 33         | 10.2          |
| UTalca TV                   | Talca                      | Canal 36         | 15.1          |
| La Red HD                   | Talca                      | Canal 43         | 2.1           |
| Nuevo Tiempo HD1            | Talca                      | Canal 45         | 45.1          |
| Nuevo Tiempo HD2            | Talca                      | Canal 45         | 45.2          |
| Nativa TV HD                | Talca                      | Canal 51         | 16.1          |
| El Canal Feliz              | Talca                      | Canal 51         | 16.2          |
| TV5 Linares HD              | Linares                    | Canal 39         | 5.1           |
| TV5 Linares HD2             | Linares                    | Canal 39         | 5.2           |
| Ancoa TV                    | Linares                    | Canal 39         | 5.3           |
| Contivisión HD              | Constitución               | Canal 21         | 21.1          |
| Contivisión Música HD       | Constitución               | Canal 21         | 21.2          |
| Chilevisión HD              | Constitución               | Canal 22         | 5.1           |
| UChile TV                   | Constitución               | Canal 22         | 5.2           |
| Canal 13 HD                 | Constitución               | Canal 23         | 9.1           |
| T13 En Vivo                 | Constitución               | Canal 23         | 9.2           |
| TVN HD                      | Constitución               | Canal 34         | 7.1           |
| NTV                         | Constitución               | Canal 34         | 7.2           |
| Canal 13 HD                 | Cauquenes                  | Canal 24         | 7.1           |
| T13 En Vivo                 | Cauquenes                  | Canal 24         | 7.2           |
| TVN HD                      | Cauquenes                  | Canal 28         | 10.1          |
| NTV                         | Cauquenes                  | Canal 28         | 10.2          |
| Chilevisión HD              | Cauquenes                  | Canal 40         | 4.1           |
| UChile TV                   | Cauquenes                  | Canal 40         | 4.2           |
| Chilevisión HD              | Chanco                     | Canal 25         | 13.1          |
| UChile TV                   | Chanco                     | Canal 25         | 13.2          |
| Canal 13 HD                 | Cobquecura                 | Canal 21         | 8.1           |
| T13 En Vivo                 | Cobquecura                 | Canal 21         | 8.2           |
| TVN HD                      | Cobquecura                 | Canal 35         | 11.1          |
| NTV                         | Cobquecura                 | Canal 35         | 11.2          |
| San Nicolás TV              | San Nicolás                | Canal 51         | 51.1          |
| Nuevo Tiempo HD1            | Chillán                    | Canal 21         | 21.1          |
| Nuevo Tiempo HD2            | Chillán                    | Canal 21         | 21.2          |
| MEGA HD                     | Chillán                    | Canal 23         | 9.1           |
| MEGA 2                      | Chillán                    | Canal 23         | 9.2           |
| Canal 9 Bío-Bío Televisión  | Chillán                    | Canal 26         | 26.1          |
| Canal 13 HD                 | Chillán                    | Canal 29         | 13.1          |
| T13 En Vivo                 | Chillán                    | Canal 29         | 13.2          |
| Chilevisión HD              | Chillán                    | Canal 31         | 11.1          |
| UChile TV                   | Chillán                    | Canal 31         | 11.2          |
| TVN HD                      | Chillán                    | Canal 34         | 6.1           |
| NTV                         | Chillán                    | Canal 34         | 6.2           |
| Canal 1 HD                  | Chillán                    | Canal 36         | 36.1          |
| La Red HD                   | Chillán                    | Canal 41         | 3.1           |
| Interactiva TV HD           | Chillán                    | Canal 46         | 46.1          |
| Interactiva TV 2            | Chillán                    | Canal 46         | 46.2          |
| Interactiva TV SD           | Chillán                    | Canal 46         | 46.3          |
| Televida HD                 | Chillán                    | Canal 48         | 28.1          |
| RVTV                        | Chillán                    | Canal 48         | 28.2          |
| Radio Emaús                 | Chillán                    | Canal 48         | 28.3          |
| Nuevo Tiempo HD1            | Gran Concepción            | Canal 21         | 21.1          |
| Nuevo Tiempo HD2            | Gran Concepción            | Canal 21         | 21.2          |
| Canal 13 HD                 | Gran Concepción            | Canal 24         | 5.1           |
| T13 En Vivo                 | Gran Concepción            | Canal 24         | 5.2           |
| Canal 9 Bío-Bío Televisión  | Gran Concepción            | Canal 26         | 26.1          |
| La Red HD                   | Gran Concepción            | Canal 28         | 13.1          |
| Chilevisión HD              | Gran Concepción            | Canal 30         | 7.1           |
| UChile TV                   | Gran Concepción            | Canal 30         | 7.2           |
| TV+ HD                      | Gran Concepción            | Canal 32         | 3.1           |
| TV MÁS 2                    | Gran Concepción            | Canal 32         | 3.2           |
| UCV TV                      | Gran Concepción            | Canal 32         | 3.3           |
| TVN HD                      | Gran Concepción            | Canal 33         | 4.1           |
| NTV                         | Gran Concepción            | Canal 33         | 4.2           |
| TVR                         | Gran Concepción            | Canal 36         | 14.1          |
| TVR Music                   | Gran Concepción            | Canal 36         | 14.2          |
| FM Plus                     | Gran Concepción            | Canal 36         | 14.3          |
| Tevex                       | Gran Concepción            | Canal 36         | 14.4          |
| MEGA HD                     | Gran Concepción            | Canal 39         | 2.1           |
| MEGA 2                      | Gran Concepción            | Canal 39         | 2.2           |
| El 3 de Conce               | Gran Concepción            | Canal 40         | 40.1          |
| Nativa TV HD                | Gran Concepción            | Canal 45         | 16.1          |
| El Canal Feliz              | Gran Concepción            | Canal 45         | 16.2          |
| TVU HD                      | Gran Concepción            | Canal 51         | 11.1          |
| Chilevisión HD              | Cañete                     | Canal 31         | 4.1           |
| UChile TV                   | Cañete                     | Canal 31         | 4.2           |
| TVN HD                      | Cañete                     | Canal 35         | 7.1           |
| NTV                         | Cañete                     | Canal 35         | 7.2           |
| Canal 13 HD                 | Cañete                     | Canal 38         | 9.1           |
| T13 En Vivo                 | Cañete                     | Canal 38         | 9.2           |
| Chilevisión HD              | Curanilahue                | Canal 29         | 3.1           |
| UChile TV                   | Curanilahue                | Canal 29         | 3.2           |
| TVN HD                      | Curanilahue                | Canal 34         | 8.1           |
| NTV                         | Curanilahue                | Canal 34         | 8.2           |
| Canal 13 HD                 | Lebu                       | Canal 23         | 11.1          |
| T13 En Vivo                 | Lebu                       | Canal 23         | 11.2          |
| Chilevisión HD              | Lebu                       | Canal 32         | 5.1           |
| UChile TV                   | Lebu                       | Canal 32         | 5.2           |
| TVN HD                      | Lebu                       | Canal 34         | 13.1          |
| NTV                         | Lebu                       | Canal 34         | 13.2          |
| Canal 9 Bío-Bío Televisión  | Los Ángeles                | Canal 21         | 21.1          |
| Nuevo Tiempo HD1            | Los Ángeles                | Canal 25         | 25.1          |
| Nuevo Tiempo HD2            | Los Ángeles                | Canal 25         | 25.2          |
| Radio Nuevo Tiempo          | Los Ángeles                | Canal 25         | 25.3          |
| Chilevisión HD              | Contulmo                   | Canal 30         | 5.1           |
| UChile TV                   | Contulmo                   | Canal 30         | 5.2           |
| TVN HD                      | Contulmo                   | Canal 33         | 8.1           |
| NTV                         | Contulmo                   | Canal 33         | 8.2           |
| Canal 13 HD                 | Angol                      | Canal 24         | 10.1          |
| T13 En Vivo                 | Angol                      | Canal 24         | 10.2          |
| Chilevisión HD              | Angol                      | Canal 30         | 2.1           |
| UChile TV                   | Angol                      | Canal 30         | 2.2           |
| TeleAngol                   | Angol                      | Canal 35         | 4.1           |
| TeleAngol Radio             | Angol                      | Canal 35         | 4.2           |
| Los Confines TV             | Angol                      | Canal 35         | 4.3           |
| TVN HD                      | Angol                      | Canal 43         | 8.1           |
| NTV                         | Angol                      | Canal 43         | 8.2           |
| TVN HD                      | Curacautín                 | Canal 21         | 12.1          |
| NTV                         | Curacautín                 | Canal 21         | 12.2          |
| Chilevisión HD              | Curacautín                 | Canal 32         | 5.1           |
| UChile TV                   | Curacautín                 | Canal 32         | 5.2           |
| TVN HD                      | Traiguén                   | Canal 22         | 10.1          |
| NTV                         | Traiguén                   | Canal 22         | 10.2          |
| Chilevisión HD              | Traiguén                   | Canal 31         | 2.1           |
| UChile TV                   | Traiguén                   | Canal 31         | 2.2           |
| Canal 13 HD                 | Traiguén                   | Canal 39         | 8.1           |
| T13 En Vivo                 | Traiguén                   | Canal 39         | 8.2           |
| Chilevisión HD              | Victoria                   | Canal 28         | 8.1           |
| UChile TV                   | Victoria                   | Canal 28         | 8.2           |
| TVN HD                      | Victoria                   | Canal 33         | 3.1           |
| NTV                         | Victoria                   | Canal 33         | 3.2           |
| Canal 13 HD                 | Victoria                   | Canal 38         | 10.1          |
| T13 En Vivo                 | Victoria                   | Canal 38         | 10.2          |
| Canal 13 HD                 | Lautaro                    | Canal 24         | 9.1           |
| T13 En Vivo                 | Lautaro                    | Canal 24         | 9.2           |
| Chilevisión HD              | Lautaro                    | Canal 42         | 11.1          |
| UChile TV                   | Lautaro                    | Canal 42         | 11.2          |
| Nativa TV HD                | Temuco                     | Canal 25         | 16.1          |
| UATV HD                     | Temuco                     | Canal 25         | 16.2          |
| MEGA HD                     | Temuco                     | Canal 27         | 5.1           |
| MEGA 2                      | Temuco                     | Canal 27         | 5.2           |
| La Red HD                   | Temuco                     | Canal 28         | 13.1          |
| Bío-Bío TV                  | Temuco                     | Canal 29         | 29.2          |
| Chilevisión HD              | Temuco                     | Canal 31         | 11.1          |
| UChile TV                   | Temuco                     | Canal 31         | 11.2          |
| TVN HD                      | Temuco                     | Canal 34         | 7.1           |
| NTV                         | Temuco                     | Canal 34         | 7.2           |
| Abajo e' la Linea           | Temuco                     | Canal 35         | 35.1          |
| Canal 13 HD                 | Temuco                     | Canal 36         | 4.1           |
| T13 En Vivo                 | Temuco                     | Canal 36         | 4.2           |
| Nuevo Tiempo HD1            | Temuco                     | Canal 39         | 21.1          |
| Nuevo Tiempo HD2            | Temuco                     | Canal 39         | 21.2          |
| TVR                         | Temuco                     | Canal 40         | 14.1          |
| Apocalípsis TV              | Temuco                     | Canal 40         | 14.2          |
| FM Plus                     | Temuco                     | Canal 40         | 14.3          |
| Tevex                       | Temuco                     | Canal 40         | 14.4          |
| TEC TV HD                   | Temuco                     | Canal 43         | 43.1          |
| TEC TV SD                   | Temuco                     | Canal 43         | 43.2          |
| Ufrovisión HD1              | Temuco                     | Canal 45         | 38.1          |
| Ufrovisión HD2              | Temuco                     | Canal 45         | 38.2          |
| TV+ HD                      | Temuco                     | Canal 46         | 6.1           |
| TV MÁS 2                    | Temuco                     | Canal 46         | 6.2           |
| UCV TV                      | Temuco                     | Canal 46         | 6.3           |
| UCT HD                      | Temuco                     | Canal 50         | 50.1          |
| UCT SD                      | Temuco                     | Canal 50         | 50.2          |
| Chilevisión HD              | Villarrica - Pucón         | Canal 23         | 2.1           |
| UChile TV                   | Villarrica - Pucón         | Canal 23         | 2.2           |
| Canal 13 HD                 | Villarrica - Pucón         | Canal 24         | 9.1           |
| T13 En Vivo                 | Villarrica - Pucón         | Canal 24         | 9.2           |
| Chilevisión HD              | Loncoche                   | Canal 31         | 2.1           |
| UChile TV                   | Loncoche                   | Canal 31         | 2.2           |
| Canal 13 HD                 | Loncoche                   | Canal 38         | 6.1           |
| T13 En Vivo                 | Loncoche                   | Canal 38         | 6.2           |
| TVN HD                      | Loncoche                   | Canal 42         | 11.1          |
| NTV                         | Loncoche                   | Canal 42         | 11.2          |
| Canal 13 HD                 | Panguipulli                | Canal 23         | 2.1           |
| T13 En Vivo                 | Panguipulli                | Canal 23         | 2.2           |
| TVN HD                      | Panguipulli                | Canal 34         | 13.1          |
| NTV                         | Panguipulli                | Canal 34         | 13.2          |
| MEGA HD                     | Valdivia                   | Canal 21         | 8.1           |
| MEGA 2                      | Valdivia                   | Canal 21         | 8.2           |
| Canal 13 HD                 | Valdivia                   | Canal 24         | 12.1          |
| T13 En Vivo                 | Valdivia                   | Canal 24         | 12.2          |
| Chilevisión HD              | Valdivia                   | Canal 30         | 10.1          |
| UChile TV                   | Valdivia                   | Canal 30         | 10.2          |
| TVN HD                      | Valdivia                   | Canal 43         | 3.1           |
| NTV                         | Valdivia                   | Canal 43         | 3.2           |
| ATV Valdivia HD             | Valdivia                   | Canal 46         | 46.1          |
| MTNA TV                     | Valdivia                   | Canal 46         | 46.2          |
| TVN HD                      | Los Lagos                  | Canal 33         | 7.1           |
| NTV                         | Los Lagos                  | Canal 33         | 7.2           |
| Canal 13 HD                 | Los Lagos                  | Canal 38         | 5.1           |
| T13 En Vivo                 | Los Lagos                  | Canal 38         | 5.2           |
| Chilevisión HD              | Lago Ranco                 | Canal 30         | 10.1          |
| UChile TV                   | Lago Ranco                 | Canal 30         | 10.2          |
| La Red HD                   | Osorno                     | Canal 22         | 13.1          |
| Canal 13 HD                 | Osorno                     | Canal 23         | 9.1           |
| T13 En Vivo                 | Osorno                     | Canal 23         | 9.2           |
| I-Net TV Digital HD         | Osorno                     | Canal 25         | 25.1          |
| Bío-Bío TV                  | Osorno                     | Canal 29         | 29.2          |
| Chilevisión HD              | Osorno                     | Canal 32         | 7.1           |
| UChile TV                   | Osorno                     | Canal 32         | 7.2           |
| TVN HD                      | Osorno                     | Canal 34         | 5.1           |
| NTV                         | Osorno                     | Canal 34         | 5.2           |
| ULagos TV HD                | Osorno                     | Canal 45         | 45.1          |
| Canal 13 HD                 | Puerto Montt               | Canal 24         | 13.1          |
| T13 En Vivo                 | Puerto Montt               | Canal 24         | 13.2          |
| MEGA HD                     | Puerto Montt               | Canal 30         | 2.1           |
| MEGA 2                      | Puerto Montt               | Canal 30         | 2.2           |
| TVN HD                      | Puerto Montt               | Canal 35         | 4.1           |
| NTV                         | Puerto Montt               | Canal 35         | 4.2           |
| TV+ HD                      | Puerto Montt               | Canal 38         | 8.1           |
| TV MÁS 2                    | Puerto Montt               | Canal 38         | 8.2           |
| UCV TV                      | Puerto Montt               | Canal 38         | 8.3           |
| La Red HD                   | Puerto Montt               | Canal 40         | 6.1           |
| Chilevisión HD              | Puerto Montt               | Canal 41         | 10.1          |
| UChile TV                   | Puerto Montt               | Canal 41         | 10.2          |
| Vértice TV                  | Puerto Montt               | Canal 49         | 49.1          |
| Chilevisión HD              | Ancud                      | Canal 32         | 11.1          |
| UChile TV                   | Ancud                      | Canal 32         | 11.2          |
| TVN HD                      | Ancud                      | Canal 33         | 7.1           |
| NTV                         | Ancud                      | Canal 33         | 7.2           |
| Canal 13 HD                 | Ancud                      | Canal 36         | 5.1           |
| T13 En Vivo                 | Ancud                      | Canal 36         | 5.2           |
| Canal 13 HD                 | Castro                     | Canal 23         | 12.1          |
| T13 En Vivo                 | Castro                     | Canal 23         | 12.2          |
| TVN HD                      | Castro                     | Canal 29         | 10.1          |
| NTV                         | Castro                     | Canal 29         | 10.2          |
| Chilevisión HD              | Castro                     | Canal 31         | 4.1           |
| UChile TV                   | Castro                     | Canal 31         | 4.2           |
| TVN HD                      | Achao                      | Canal 35         | 8.1           |
| NTV                         | Achao                      | Canal 35         | 8.2           |
| Canal 13 HD                 | Queilén                    | Canal 24         | 13.1          |
| T13 En Vivo                 | Queilén                    | Canal 24         | 13.2          |
| Chilevisión HD              | Queilén                    | Canal 31         | 3.1           |
| UChile TV                   | Queilén                    | Canal 31         | 3.2           |
| Canal 2 Quellón HD          | Quellón                    | Canal 21         | 21.1          |
| Hito Cero TV                | Quellón                    | Canal 21         | 21.2          |
| FM Stylo                    | Quellón                    | Canal 21         | 21.3          |
| Chilevisión HD              | Quellón                    | Canal 33         | 4.1           |
| UChile TV                   | Quellón                    | Canal 33         | 4.2           |
| TVN HD                      | Quellón                    | Canal 34         | 8.1           |
| NTV                         | Quellón                    | Canal 34         | 8.2           |
| Canal 13 HD                 | Quellón                    | Canal 38         | 5.1           |
| T13 En Vivo                 | Quellón                    | Canal 38         | 5.2           |
| Canal 13 HD                 | Chaitén                    | Canal 22         | 13.1          |
| T13 En Vivo                 | Chaitén                    | Canal 22         | 13.2          |
| Chilevisión HD              | Chaitén                    | Canal 32         | 2.1           |
| UChile TV                   | Chaitén                    | Canal 32         | 2.2           |
| TVN HD                      | Chaitén                    | Canal 34         | 11.1          |
| NTV                         | Chaitén                    | Canal 34         | 11.2          |
| Canal 13 HD                 | Futaleufú                  | Canal 24         | 9.1           |
| T13 En Vivo                 | Futaleufú                  | Canal 24         | 9.2           |
| TVN HD                      | Futaleufú                  | Canal 33         | 13.1          |
| NTV                         | Futaleufú                  | Canal 33         | 13.2          |
| Canal 13 HD                 | Palena                     | Canal 24         | 8.1           |
| T13 En Vivo                 | Palena                     | Canal 24         | 8.2           |
| TVN HD                      | Palena                     | Canal 33         | 10.1          |
| NTV                         | Palena                     | Canal 33         | 10.2          |
| Canal 13 HD                 | Melinka                    | Canal 24         | 13.1          |
| T13 En Vivo                 | Melinka                    | Canal 24         | 13.2          |
| Canal 2 Quellón HD          | Melinka                    | Canal 29         | 2.1           |
| La Melinkana TV             | Melinka                    | Canal 29         | 2.2           |
| TVN HD                      | Melinka                    | Canal 33         | 7.1           |
| NTV                         | Melinka                    | Canal 33         | 7.2           |
| Canal 13 HD                 | Coyhaique                  | Canal 24         | 6.1           |
| T13 En Vivo                 | Coyhaique                  | Canal 24         | 6.2           |
| MEGA HD                     | Coyhaique                  | Canal 27         | 10.1          |
| MEGA 2                      | Coyhaique                  | Canal 27         | 10.2          |
| Chilevisión HD              | Coyhaique                  | Canal 30         | 12.1          |
| UChile TV                   | Coyhaique                  | Canal 30         | 12.2          |
| TVN HD                      | Coyhaique                  | Canal 33         | 8.1           |
| NTV                         | Coyhaique                  | Canal 33         | 8.2           |
| TVN HD                      | Balmaceda                  | Canal 34         | 7.1           |
| NTV                         | Balmaceda                  | Canal 34         | 7.2           |
| Canal 13 HD                 | Puerto Aysén               | Canal 28         | 13.1          |
| T13 En Vivo                 | Puerto Aysén               | Canal 28         | 13.2          |
| Chilevisión HD              | Puerto Aysén               | Canal 31         | 7.1           |
| UChile TV                   | Puerto Aysén               | Canal 31         | 7.2           |
| TVN HD                      | Puerto Aysén               | Canal 34         | 10.1          |
| NTV                         | Puerto Aysén               | Canal 34         | 10.2          |
| Canal 13 HD                 | Puerto Cisnes              | Canal 24         | 13.1          |
| T13 En Vivo                 | Puerto Cisnes              | Canal 24         | 13.2          |
| TVN HD                      | Puerto Cisnes              | Canal 34         | 11.1          |
| NTV                         | Puerto Cisnes              | Canal 34         | 11.2          |
| Canal 13 HD                 | Chile Chico                | Canal 24         | 11.1          |
| T13 En Vivo                 | Chile Chico                | Canal 24         | 11.2          |
| TVN HD                      | Chile Chico                | Canal 33         | 7.1           |
| NTV                         | Chile Chico                | Canal 33         | 7.2           |
| Canal 13 HD                 | Cochrane                   | Canal 24         | 13.1          |
| T13 En Vivo                 | Cochrane                   | Canal 24         | 13.2          |
| TVN HD                      | Cochrane                   | Canal 33         | 7.1           |
| NTV                         | Cochrane                   | Canal 33         | 7.2           |
| Canal 13 HD                 | Villa O'Higgins            | Canal 24         | 13.1          |
| T13 En Vivo                 | Villa O'Higgins            | Canal 24         | 13.2          |
| Chilevisión HD              | Villa O'Higgins            | Canal 30         | 11.1          |
| UChile TV                   | Villa O'Higgins            | Canal 30         | 11.2          |
| TVN HD                      | Villa O'Higgins            | Canal 33         | 7.1           |
| NTV                         | Villa O'Higgins            | Canal 33         | 7.2           |
| Canal 13 HD                 | Cerro Castillo             | Canal 24         | 13.1          |
| T13 En Vivo                 | Cerro Castillo             | Canal 24         | 13.2          |
| Chilevisión HD              | Puerto Natales             | Canal 23         | 5.1           |
| UChile TV                   | Puerto Natales             | Canal 23         | 5.2           |
| TVN HD                      | Puerto Natales             | Canal 29         | 10.1          |
| NTV                         | Puerto Natales             | Canal 29         | 10.2          |
| ITV Patagonia HD            | Puerto Natales             | Canal 48         | 11.1          |
| Milodón TV                  | Puerto Natales             | Canal 48         | 11.2          |
| ITV Patagonia HD            | Punta Arenas               | Canal 25         | 11.1          |
| MEGA HD                     | Punta Arenas               | Canal 27         | 13.1          |
| MEGA 2                      | Punta Arenas               | Canal 27         | 13.2          |
| Canal 13 HD                 | Punta Arenas               | Canal 28         | 9.1           |
| T13 En Vivo                 | Punta Arenas               | Canal 28         | 9.2           |
| Chilevisión HD              | Punta Arenas               | Canal 30         | 7.1           |
| UChile TV                   | Punta Arenas               | Canal 30         | 7.2           |
| TVN HD                      | Punta Arenas               | Canal 33         | 6.1           |
| NTV                         | Punta Arenas               | Canal 33         | 6.2           |
| CTV 35 HD                   | Punta Arenas               | Canal 35         | 35.1          |
| Polar TV HD                 | Punta Arenas               | Canal 38         | 38.1          |
| Polar TV Plus               | Punta Arenas               | Canal 38         | 38.2          |
| Nuevos Comienzos            | Punta Arenas               | Canal 38         | 38.3          |
| Soberanía TV                | Punta Arenas               | Canal 42         | 42.1          |
| Pingüino TV HD              | Punta Arenas               | Canal 49         | 4.1           |
| Pingüino Radio              | Punta Arenas               | Canal 49         | 4.2           |
| Canal 13 HD                 | Puerto Williams            | Canal 24         | 10.1          |
| T13 En Vivo                 | Puerto Williams            | Canal 24         | 10.2          |
| Chilevisión HD              | Puerto Williams            | Canal 30         | 2.1           |
| UChile TV                   | Puerto Williams            | Canal 30         | 2.2           |
| TVN HD                      | Puerto Williams            | Canal 33         | 8.1           |
| NTV                         | Puerto Williams            | Canal 33         | 8.2           |
| Canal 13 HD                 | Antártica                  | Canal 24         | 10.1          |
| T13 En Vivo                 | Antártica                  | Canal 24         | 10.2          |
| TVN HD                      | Antártica                  | Canal 33         | 13.1          |
| NTV                         | Antártica                  | Canal 33         | 13.2          |

### Segundas señales
Aprovechando la ampliación de señales adicionales en la televisión por aire por los canales ya existentes, aparecen las siguientes "segundas señales" o subseñales digitales disponibles en TDT:
NTV: Canal infantil y familiar de carácter cultural y operado por Televisión Nacional de Chile. Esta señal está dedicada a emitir programas enfocados a audiencia infantil y adolescente, con series infantiles como “Bluey”, “Historias de la casa del árbol” y otras de producción chilena como “Cantando Aprendo a Hablar”, “El perro Chocolo”, “Dinoexploradores” y “Celeste” entre otros. En la franja nocturna (posterior a las 21:00) se transmiten series familiares tales como “Selva Viva”, “Atlas de Chile”, “Réquiem de Chile” y “Manso viaje”; además de producciones originales como “Entrada Liberada”, “Nunca jamás hagas esto en casa”, “Hora 25” y “Conectados con Latinoamérica”, entre otros.
Mega 2: En septiembre de 2022 se lanzó la segunda señal del holding chileno de telecomunicaciones Megamedia. En un principio su programación constaba totalmente de programas culturales transmitidos anteriormente en su señal principal y que se iba rotando cuatro veces al día. Actualmente su programación consta de series nacionales, teleseries turcas, programas originales como “45 minutos con…” y “Mega Teleseries” que se estrenó durante marzo de 2024; y la integración de programas deportivos con los encuentros de Brasil y Bolivia de local rumbo al mundial de futbol de 2026; los Campeonatos de clubes de futbol de Brasil y de primera división de Chile, transmitiéndose un partido por semana.
Esta señal también está disponible en cableoperadores chilenos reemplazando al canal Mega Plus, que terminó sus transmisiones durante marzo de 2024.
UChile TV: Después de vender la totalidad de sus acciones en 1994 y estando alrededor de 30 años sin tener una señal televisiva, en 2020 la Universidad de Chile tuvo un acuerdo con el canal Chilevisión para regresar a la frecuencia 11, a pesar de que su concesión de transmisión continúa perteneciendo a esta universidad. Desde ese entonces, relanzó su señal y el contenido que emite está enfocado a la cultura, fomentando las artes, música, cine, ciencia, tecnología, literatura y enfocado también al ámbito social. El canal se ha destacado por transmitir programas como “Con ojo clínico”, “La ruta del libro”, “Sapiens”, y “Dominio Público”, esta última está dedicada a películas libres de derechos de autor. Además, el canal también exhibe series de ficción nacional, como “Los Archivos del Cardenal”, “Héroes Invisibles”, “4to Medio” y el programa infantil “Tripulantes”.
T13 En Vivo: En 2018, Canal 13 transmitió a modo experimental en su señal 2, “T13 Móvil”, señal donde sólo retransmitía los noticiarios de Teletrece y los reportajes exhibidos en dicha señal. En abril de 2023, la señal se relanzó como “T13 en Vivo”, considerado como el primer canal de noticias en TV Abierta. Este canal no sólo emite informativos, sino también cuenta con programas dedicados a variados temas de política, economía, internacional, deportes, cultura y espectáculos. Además, retransmite eventos deportivos como la Fórmula E y anteriormente tuvo un convenio con el canal deportivo CDO para la transmisión de la liga chilena de basquetbol y Hockey sobre césped.
TV Más 2: Canal misceláneo donde transmite series, programas de conversación, música y dibujos animados.
UCV TV: El canal porteño (Gran Valparaíso) continúa transmitiendo, esta vez en su señal 3 de TV+. En su nueva etapa lanzado en 2016, el canal ofrece una programación totalmente enfocada a la cultura y la entretención, además de programas de elaboración propia como “PonteOnline”, que ahonda la contingencia nacional y conducido por el periodista y ex conductor de “OK”, Jorge Muñoz. Este canal también transmite series de televisión como “Los Tres Chiflados”, “Los Magníficos”, “Bonanza” y clásicos del anime como “Capitán Futuro”, “Angel, la niña de las flores” y “Capitán Centella”, entre otros. En su programación también transmite programas conocidos de la televisión por cable como “El Precio de la Historia” del canal de cable History.
Actualmente ni Telecanal ni La Red cuentan con segundas señales debido a la situación económica que enfrentan ambos canales.